# 第一类超导体

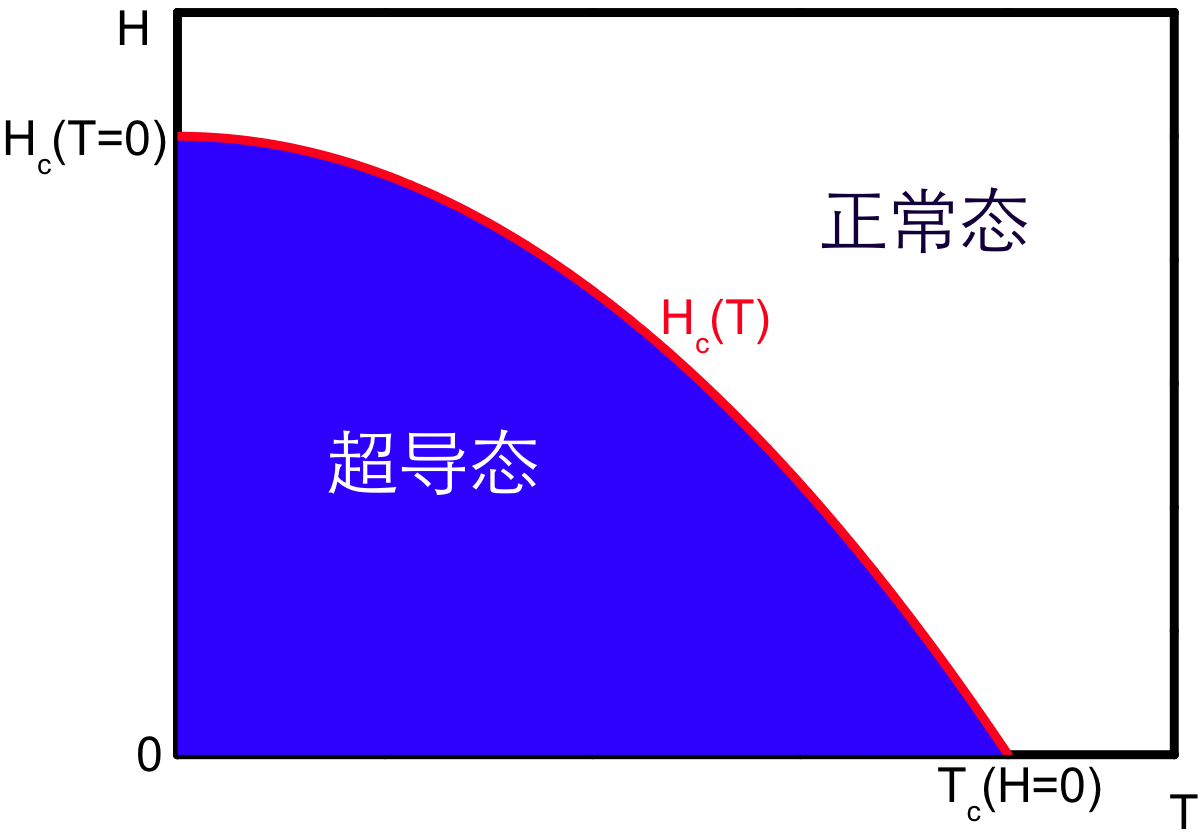
第一类超导体H(T)相图

由于迈斯纳效应的存在，磁场无法轻易穿过超导体。但当外加磁场达到一定强度时，磁场可以破坏超导态。就超导态被破坏的方式而言，超导体可以分为两类。第一类超导体中，一旦外加磁场突破临界磁场Hc，将发生一级相变，超导态突然消失。这样的超导态往往存在于纯金属超导体，例如铝、铅和汞中。目前已知唯一的合金材料的第一类超导体是 TaSi2。由于退磁因子的存在，材料可能会进入一种宏观上由普通态区域和超导态区域混合的中间状态。简单的说，由于物体形状对于外加磁场的影响，某些区域的磁场可能强于另一些区域的磁场，从而使得材料部分区域脱离超导态。这一现象最早由朗道描述。
临界磁场Hc也受温度T影响，Hc随着温度升高而逐渐减小，当温度升到临界温度Tc时，临界磁场Hc变为0。Hc(T)有以下关系：
{\displaystyle H_{c}(T)=H_{c}(0)[1-{\bigl (}T/T_{c}{\bigr )}^{2}]}

当第一类超导体处于超导态时，其内部磁场为零(迈斯纳效应)，根据电动力学原理：
{\displaystyle {\mathsf {\mathrm {B} }}=\mu _{0}(M+H)=0\Longrightarrow M=-H}
其中B是磁感应强度，M是磁矩，H是磁场强度。当外界磁场低于临界临界磁场Hc时，磁矩M随外加磁场线性变化。

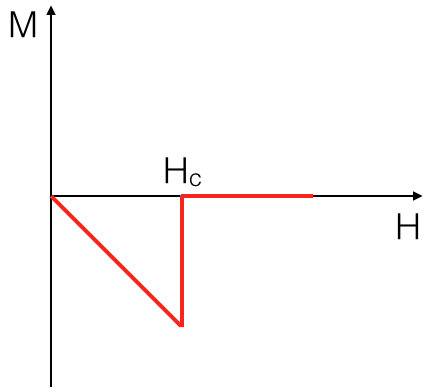
第一类超导体 M vs H

第一类超导体的临界磁场Hc通常比较小，很难用于实际应用，因此第一类超导体也通常被称为软超导体。而第二类超导体往往具有两个临界磁场。第一个、较低的临界磁场Hc1描述磁通漩涡穿过材料，但材料在这些磁通漩涡之外仍然保持超导态的相变过程。当这些磁通漩涡的密度大到一定程度时，整个材料脱离超导态，这个过程对应于第二个临界磁场Hc2。Hc2往往比较大，由铌，铝，锗合成的合金可以达到大于40 特斯拉的Hc2。第二类超导体也被称为硬超导体，因其具有很高的上限临界磁场，被广泛应用于高磁场超导线圈领域。
物理上由伦敦穿透深度λ和超导关联长度ξ的比值{\displaystyle \kappa =\lambda /\xi }（金兹堡-朗道参数）的大小决定一个超导体属于第一类还是第二类。第一类超导体满足 0 < {\displaystyle \kappa } < 1/√2， 而第二类超导体满足 {\displaystyle \kappa }> 1/√2 
。